# Pseudomys nanus
Pseudomys nanus — вид гризунів родини мишевих (Muridae). Він є рідним для північної Австралії та різних прилеглих островів, переважна більшість яких знаходиться в Квінсленді та Північній території.

## Морфологічна характеристика
Це дрібний гризун з довжиною голови й тулуба від 90 до 140 мм, довжиною хвоста від 80 до 120 мм, довжиною лап від 23 до 27 мм, довжиною вух від 14 до 16 мм і вагою до 50 грамів. Тіло міцне і кремезне. Верхні частини сірувато-бурі, густо вкриті довгими чорнуватими волосками. Вуха пропорційно короткі. Навколо очей є світло-коричневі кільця. Черевні частини жовтувато-білі, з основою волосків сірого кольору, за винятком грудей. Стегна коричневі. Руки і ноги білуваті. Хвіст коротший за голову й тулуб, темно-коричневий зверху і білий знизу.

## Поведінка
Це нічний вид і досить впевнений у собі. Харчується частинами рослин.